# Vrâncioaia, Vrancea
Vrâncioaia este satul de reședință al comunei cu același nume din județul Vrancea, Moldova, România.

## Vezi și
- Biserica de lemn din Vrâncioaia